# Euxoa cicatricosa
Euxoa cicatricosa is een vlinder uit de familie van de uilen (Noctuidae). De wetenschappelijke naam van de soort is voor het eerst geldig gepubliceerd in 1865 door Grote & Robinson.